# Петиненго
Петинѐнго (на италиански: Pettinengo; на пиемонтски: Petnengh, Петъненг) е село и община в Северна Италия, провинция Биела, регион Пиемонт. Разположено е на 703 m надморска височина. Населението на общината е 1429 души (към 2015 г.).